# 최한
최한(1973년 8월 8일 ~ )은 대한민국의 성우로, 1999년 문화방송 성우극회 공채 15기로 입사했다.

## 출연 작품

### 애니메이션
- 공룡킹 어드벤처 (재능TV) - 박사 Z, 조 아빠
- 마스터 햄스터 장인 (재능TV) - 사부
- 포텐독 (EBS) - 개리우스
- hack//SIGN (온게임넷) - 베어
- BLOOD+ (애니맥스) - 제임스
- DNA^2 (애니맥스) - 스가시타 류지
- NEW 아기공룡 둘리 (SBS) - 마이콜, 우랑우탄
- 시체들의 새벽 - 폭주족 단원
- 탈옥의 달인 (재능방송) - 짜리
- 가정교사 히트맨 리본 (투니버스) - 잔저스
- 꼬마버스 타요 (EBS) - 맥스, 메트, 부바, 원, 불리
- 쾌걸 근육맨 2세 (투니버스) - 근육 스프
- 원피스 (투니버스) (대원방송)  - 매의 눈 쥬라큘 미호크
- 원피스 Original 14기-마린 포드 편 (애니원) - 쥬라큘 미호크
- 원피스 에피소드 오브 사보 (투니버스) - 돈키호테 도플라밍고, 장난감 경비
- 원피스 스탬피드 - 미호크
- 건퍼레이드 오케스트라 (애니맥스) - 이시즈카 히로시
- 교향시편 유레카7 (애니맥스) - 곤지 / 켄고
- 건담 빌드 파이터즈 (애니맥스) - 마타 회장, 존 멕켄지
- 꼬마버스 타요 (EBS) - 맥스, 메트, 불리,  원
- 꼬마 마법사 레미 # (MBC) - 국왕
- NANA (대원방송) - 이치노세 타쿠미
- 닥터 슬럼프 (퀴니) - 슬럼프 박사
- 대니팬텀 (닉툰) - 블라드
- 데스노트 (애니원) - 모기 칸조
- 두발네발반야드 (니켈로디언) - 듀크
- 뚜루뚜루뚜 나롱이 (MBC) - 나롱이 아빠 / 나롱이의 열형님
- 디지몬 크로스워즈 (대원방송) - 리바이아몬
- 록맨 에그제 스트림 (투니버스) - 경찰국장 / 듀오 / 이누카이(비스트맨) / 자이로맨
- 록맨 에그제 엑세스 (투니버스) - 윈드맨 / 경찰국장 / 쉐이드맨
- 루니툰 (대교방송) - 엘머 퍼드 / 포키 피그
- 해머보이 망치 - 풀타코
- 명탐정 코난 (투니버스)
- 강철의 연금술사 (애니박스) - 졸프 J 킴블리
- 무적코털 보보보 (투니버스) - OVER
- 무적뱅커 크로켓 (재능방송) - 우스터
- 란마1/2 (투니버스) - 교장
- 미이라왕 투탕 (투니버스) - 베네티
- 믹셀 - 대장 닉셀
- 베베데빌 (투니버스) - 원장 선생님
- 바텐더 (애니박스) - 나레이션
- 방가방가 햄토리 극장판 (챔프) - 마왕햄
- 배트맨 (카툰네트워크) - 브루스 웨인(배트맨)
- 블리치 (투니버스, 애니맥스) - 우라하라 키스케 / 젠노스케 / 간쥬 / 이바 / 아콘
- 섀도우파이터 (MBC) - 이글
- 싸커보이 토토 (MBC) - 거미손 / 다크 감독 / 축구 해설자
- 에어마스터 (투니버스) - 야시키 슌
- 엘르멘탈 제라드 (투니버스) - 파르크
- 불꽃소년 레카 (애니맥스) - 레이 / 악당2 / 미나미요
- 장금이의 꿈 (MBC) - 중종
- 장금이의 꿈 2기 (MBC) - 중종 / 최판술
- 크게 휘두르며 (애니맥스) - 시가 츠요시 / 하타케 아츠시
- 트리니티 블러드 (투니버스) - 트레스 이쿠스
- 파푸아 (투니버스) - 하렘 / 매지크
- 헌터X헌터 (애니원) - 한조
- 헌터X헌터 OVA (애니박스) - 고레이누
- 은혼 (투니버스) - 핫토리 젠조
- 미나미家 세자매 (애니박스) - 호사카
- 보글보글 스폰지밥 (닉) - 집게사장
- 마다가스카의 펭귄 (닉) - 달괭이
- 지오메카 캡틴다이노 - 티라노투스
- 정글은 언제나 맑음 뒤 흐림 - 위구르
- 정글은 언제나 맑음 뒤 흐림 DX - 위구르 / 촌장
- 정글은 언제나 맑음 뒤 흐림 FINAL - 위구르 / 촌장
- 틴 타이탄 (SBS, 카툰네트워크) - 말키오(로렉) / 아쿠아래드 / 기즈모
- 수호전사 맥스맨 (MBC)
- 레전드 블레이드킹 (재능TV) - 한강산, 강화랑 할아버지
- 미르모 퐁퐁퐁 (SBS) - 제이제이 / 찰리정 프로듀서
- 하얀 풍선 (SBS) - 아빠
- 포켓몬스터AG (SBS, 투니버스) - 경태공 할아버지 / 털보박사 / 아강
- 포켓몬스터 W (투니버스) - 로즈
- 맹수대백과 60 (투니버스) - 나레이션
- 마법소녀 아르스 (애니맥스)
- 제네레이터 렉스 (카툰네트워크) - 반 클라이스 / 케일란 대장
- 원시소년 바타의 모험 (EBS)
- 빨간 머리 앤(영어판) (EBS) - 잭 개리슨 (카메론 대도)
- 월리스와 그로밋 - 거대토끼의 저주 (SBS)
- 엉클 그랜파 (카툰 네트워크) - 엉클 그랜파
- 노다메 칸타빌레 파리편 (애니맥스) - 올리버
- DARKER THAN BLACK -흑의 계약자- (애니맥스) - 우키야마
- 에어리어 88 (애니맥스) - 마코토
- 개그만화 보기 좋은 날 (애니박스)
- 스모모모모모모 ~지상최강의 신부~ (애니박스) - 코가네이 텐가
- 레다카이 (재능TV) - 부머
- 로라와 버지니아 (니켈로디언)
- 지옥소녀 (애니맥스) - 할아버지
- 택틱스 (애니맥스) - 켄이치로
- 이겨라! 얏타맨 (재능TV) - 보키키
- 테니스의 왕자 (투니버스) - 난지로 / 이시다
- 숲속의 전설 무시킹 (투니버스) - 비바
- 풀 메탈 패닉 후못후 (투니버스) - 후와 선배 / 미술선생님
- 나루토 (투니버스) - 초대 호카게 센쥬 하시라마, 시라누이 겐마
- 명탐정 코난 (투니버스) - 경관
- 괴도 키드 (투니버스)
- 사무라이 참프루 (투니버스) - 부하3
- 몬스터 (투니버스) - 페트르 경호원1
- 나나 (애니원) - 타쿠미
- 닥터 슬럼프 극장판 - 펭귄 마을은 언제나 맑음 (카툰네트워크) - 슬럼프 박사
- 닥터 슬럼프 극장판 - 응짜! 사랑을 담아, 펭귄마을 올림 (카툰네트워크) - 슬럼프 박사
- 나루토 질풍전 (투니버스) - 겐마
- 마법천자문 극장판 : 대마왕의 부활을 막아라 (SBS) - 혼세마왕
- 바시르와 왈츠를 (MBC) - 아리폴만
- 토리코 (카툰네트워크) - 구에몬 / 직원
- 덱스터의 실험실 극장판 : 시간여행 (카툰네트워크) - 액션 덱스터 / 아빠
- 상상 속 친구들의 모험 : 몬스터들의 집 (카툰네트워크) - 윌트
  - 상상 속 친구들의 모험 : 월트를 찾아서 (카툰네트워크) - 윌트
- 싱싱초밥단 코부시 (투니버스) - 야옹대장
- 터보 (MOVIE) - 기 가네
- 썬더캣츠 (카툰네트워크) - 슬리스
- 기동전사 건담 AGE (챔프TV) - 세릭
- 아스타를 향해 차구차구 (KBS) - 강마구
- 지파이터스 (투니버스) - 모스
- 곤 (EBS) - 잭, 가이드페가, 카이, 소드, 포오키
- 베리와 핑크팬더 - 잭, 카이, 빅 노우즈, 소드
- 도와줘요! 코알라 형제 (EBS) - 이야기 아저씨
- 블랑쉬와 숲 속 친구들 (EBS)
- 시간탐험대 (EBS) - 돈데크만
- 아라리쇼 (EBS)
- 워드 월드 (EBS) - 플라이
- 은하축구 챔피언 (EBS) - 시네트
- 이상한 나라의 지니 (EBS)
- 행복배달부 팻 아저씨 (EBS) - 알프
- 호기심 많은 조지 (EBS) - 해설
- 신비아파트 고스트볼 더블X: 6개의 예언 (투니버스) - 재율의 아버지
- 신비아파트 고스트볼 ZERO (투니버스) - 철골귀, 강철목귀
- 신비아파트 고스트볼 Y 6번째 챕터 - 미노타우로스(수컷)
- 괴도 조커 (카툰네트워크) - 프랭크
- 터닝메카드 - 엘토포/미스터 K, 바벨[1], 센뿔, 프린스콩
- 터닝메카드 W (KBS) - 미스터 K, 센뿔, 프린스콩, 아머, 에반킹, 윙레오
- 터닝메카드 R (KBS) - 지카드 박사,프린스콩
- 터닝메카드 3기 (미정) - 미스터 K, 센뿔, 프린스콩, 아머, 에반킹, 윙레오
- 키마의전설:  불vs얼음 - 팽거
- 한국사 시간여행 (EBS) - 세조 / 조광조 / 송강 정철
- 파파독 (KBS) - 유봉구(파파독)
- 매직어드벤처 (KBS) - 다크
- 스파이더맨: 뉴 유니버스 - 제퍼슨 데이비스
- 헬로 카봇 (KBS) - 킹다이저
- 그린치 (극장판) - 그린치
- 레드슈즈 - 마법거울
- 라야와 마지막 드래곤 - 벤자
- 다이노 파워즈 3 (KBS) - 다이노봇
- 메탈카드봇 (KBS) - 헤비아이언
  - 메탈카드봇S 강철의 귀환 (EBS) - 헤비아이언
- 퇴마록 - 박 신부

### 외화
- 삼국지 극장판 (CHING) - 조비 (우빈)
- 와신상담 (EBS) - 범려 (가일평)
- CSI 뉴욕 (MBC)
- CSI 과학수사대 (MBC) - 허지스(월리스 랭햄)
- 24 (MBC) - 앨런 요크 (리처드 버기)
- 밴드 오브 브라더스 (MBC) - 루이스 닉슨 (론 리빙스턴)
- 대진제국 (MBC) - 진효공 (후용)
- 한자와 나오키 (드라마큐브) - 아사노 다다스 / 유아사 다케시
- 이소룡 전기 (SBS) - 제시
- 파워레인저 정글포스 (대원방송) - 슈텐
- 파워레인저 미라클포스 (대원방송) - 하이드(미라클 블루) (오노 켄토)

### 영화
- 식스티 세컨즈 (SBS) - 애스트리키 (샤이 맥브라이드) / 텀블러 (스콧 칸)
- 내겐 너무 가벼운 그녀 (MBC) - 할 (잭 블랙)
- 타인의 삶 (MBC) - 비즐러 / HGW XX/7 (울리히 뮈헤)
- 아이덴티티 (SBS) - 로즈 (레이 리오타) / 말콤(프루잇 테일러 빈스)
- 카운트다운 히로시마 (MBC) - 폴 티베츠
- 브링 잇 온 (MBC)
- 프로젝트 B (MBC) - 경찰(림국걸)
- 미스틱 리버 (SBS) - 숀 디바인 (케빈 베이컨)
- 저스트 라이크 헤븐 (SBS) - 잭 (도날 로그)
- 캣우먼 (SBS) - 조지 (랑베르 윌슨)
- BB 프로젝트 (SBS) - 스티브(원표) / 도박꾼의 부하(왕합희)
- 어쌔신 (SBS)
- 콜드 마운틴 (MBC)
- 이탈리안 잡 (MBC) - 레프트(모스 데프)
- 월드 오브 투모로우 (MBC)
- 상하이 나이츠 (MBC)
- 성룡의 80일간의 세계일주 (MBC) - 열기구 관리자(리처드 브랜슨) / 미술관 주인(라파엘 베나욘) / 암살범(오언조)
- 웰컴 투 정글 (MBC)
- 사무라이 픽션 (MBC) - 스즈키 (후지 나오유키) / 안마사
- 촉산전 (MBC) - 단진자 (고천락)
- 러브 오브 시베리아 (MBC) - 폴리에프스키(마라트 바샤로프)
- 와호장룡 (MBC) - 유태보(고서안)
- 아들의 방 (MBC)
- 마스크 오브 조로 (MBC)
- 007옥토퍼시 (MBC)
- 장군의 딸 (MBC)
- D-13 (MBC)
- 더블 크라임 (MBC) - 커터(마이클 개스턴)
- 바닐라 스카이 (MBC) - 브라이언(제이슨 리)
- 닉 오브 타임 (MBC)
- 위트니스 (MBC)
- 겜블 (MBC)
- 이연걸의 소림오조 (MBC)
- 롤러볼 (MBC)
- 올 더 프리티 호스 (MBC)
- 하트 브레이커스 (MBC)
- 판타스틱 소녀 백서 (MBC)
- 미녀와 뱀파이어 (MBC)
- 우나기 (MBC) - 타카다(목수) (사토 마코토)
- 리노의 도박사 (MBC)
- 아담스 패밀리2 (MBC)
- 바이센테니얼 맨 (MBC) - 루퍼트 (올리버 플랫)
- 영웅 (MBC) - 장공 (전쯔단)
- 빅 히트 (MBC) - 시스코 (루 다이아몬드 필립스)
- 고스포드 파크 (MBC) - 파크스 (클라이브 오언)
- 동방불패2 (MBC) - 한청 (고웅)
- 제르미날 (MBC) - 마으 (제라르 드파르디외)
- 더 길티 (MBC) - 리오(제임즈 울벳)
- 브루스 올마이티 (MBC) - 에반 (스티브 카렐) / 불량배(노엘 구글리엘미)
- 스타트렉9 : 최후의 반격 (MBC) - 갈라 (그레그 헨리)
- 오리지날 씬 (MBC) - 다운스(빌리) (토머스 제인)
- 베오울프 (MBC) - 대장
- 폴리스 스토리 (MBC) - 서장(임국웅)
  - 폴리스 스토리 2 (MBC) - 서장(임국웅)
  - 폴리스 스토리 3 (MBC)
- 링2 (MBC) - 오카자키 (오노 마사히코)
- 익스트림OPS (MBC) - 월 (데본 사와)
- 패밀리 맨 (MBC) - 아니 (제러미 피븐) / 토니(존 F. 오도노휴)
- 스틸 (MBC) - 팬들리스 (알랭 굴렘)
- 순류역류 (MBC) - 준걸 (오백)
- 엑스 VS 세버 (MBC) - 훌리오 마르틴 (미겔 산도발)
- 스타워즈 에피소드 4 (MBC) - 랜도 (빌리 디 윌리엄스)
  - 스타워즈 에피소드 5 (MBC) - 랜도 (빌리 디 윌리엄스)
  - 스타워즈 에피소드6 (MBC) - 랜도 (빌리 디 윌리엄스)
- 동방삼협2 (MBC) - 아덕
- AD 2000 (MBC) - 켈빈 (연개)
- 유혹은 밤 그림자처럼 (MBC) - 벤 (윌리엄 볼드윈)
- 헨리 이야기 (MBC) - 브래들리 (빌 눈)
- 클리핑행어 - 죽음의 질주 (MBC) - 장 필립
- 가위손 (MBC) - 조지 먼로(비프 예거) / 방송국 진행자(존 데이비슨) / 정신분석가(아론 러스티그)
- 황비홍 (MBC) - 제독 대인
- 황비홍2 (MBC) - 손문 (장철림)
- 아나콘다 (MBC) - 대니 (아이스 큐브)
- 론머맨 (MBC) - 조브 (제프 파헤이)
- 사랑의 기쁨 (MBC) - 알렉스 (제프 대니얼스)
- 지중해 (MBC) - 파리나 (주세페 체데르나)
- 프랭키와 쟈니 (MBC) - 팀 (네이던 레인)
- 써머스비 (MBC) - 오린 (빌 풀먼)
- 루돌프 (SBS) - 산트로 / 루퍼-X / 루돌프 아빠 / 불독 아저씨
- 미이라 (MBC)
- 영웅신탐 (MBC)
- 클루리스 (MBC)
- 로즈 앤 그레고리 (MBC)
- 친니친니 (MBC)
- 룰스 오브 인게이지먼트 (MBC)
- 더 록 (MBC) - 팩스턴 (윌리엄 포사이스)
- 007뷰투어킬 (MBC)
- 카오스 팩터 (MBC)
- 폭풍의 질주 (MBC)
- 아이언 이글 (MBC)
- 유혹의 선 (MBC)
- 애정의 조건2 (MBC)
- 프랑켄슈타인 (MBC)
- 어비스 (MBC)
- 스위치 백 (MBC)
- 러브 인 아프리카 (SBS) - 영국군 장교(스티븐 프라이스)
- 쇼타임 (SBS) - 미치의 동료 경찰(네스터 세라노)
- 마스터 앤드 커맨더 - 위대한 정복자 (MBC) - 스티븐 맥튜린 (폴 베타니)
- 트로이 (SBS) - 에우도로스(빈센트 레건)
- 킬 빌 2 (SBS) - 토미 (크리스토퍼 앨런 넬슨) 외
- 나이트 플라이트 (SBS) - 기장(톰 엘킨슨)  외
- 내셔널 시큐리티 (SBS) - 워싱턴 (빌 듀크)
- 팜므 파탈 (SBS) - 로리의 동료(에리크 에부아네)
- 트윈 이펙트 (SBS) - 듀크 (미키 하트)
- 미녀 삼총사 2 (SBS) - 피트 (루크 윌슨)
- 아일랜드 (SBS) - 스타크웨더 2 델타(마이클 클라크 덩컨) / 장기운반 요원(글렌 모샤워) / 술집 주인(크리스 엘리스)
- 클리프행어 (SBS) - 라이언(그레고리 스코트 커밍스) / 에반(맥 페리치)
- 신용문객잔 (MBC)
- 캐리비안의 해적: 블랙 펄의 저주 (MBC) - 제임스 노링턴 제독 (잭 데이븐포트)
- 캐리비안의 해적: 망자의 함 (MBC) - 제임스 노링턴 제독 (잭 데이븐포트)
- 미션임파서블3 (MBC) - 오웬 데이비언 (필립 시모어 호프먼)
- 풍운 (MBC) - 섭인왕 (방중신) / 독고명
- 파이트 클럽 (MBC)
- 에어 콘트롤 (MBC)
- 메이드 인 아메리카 (MBC)
- 토마스 크라운 어페어 (MBC) - 트럭 운전수(지노 루치) / 경찰(존 P. 맥캔) / 도둑(리치 코스터)
- 링 (MBC)
- 지옥의 베를린 타워 (MBC) - 빅(제이미스 버틀러) / 주방장(볼프람 테우펠)
- 알렉산더 (MBC) - 카산드로스(조너선 리스 마이어스)
- 천녀유혼 (MBC) - 하후
- 천녀유혼2 (MBC) - 지추 (장학우)
- 천녀유혼3 (MBC) - 연적하 (장학우)
- 에어 포스 원 (MBC) - 국가보안담당(톰 에버렛) / 정비공(브라이언 리비) / 장교(리차드 도일)
- 히 러브스 미 (MBC)
- 붉은 수수밭 (MBC) - 해설(장옥상)
- 의천도룡기 (MBC) - 장취산 (오진우)
- 동방불패 (MBC) - 동방불패(남) (임청하)
- 아이엠 샘 (MBC)
- 12명의 성난 사람들 (MBC) - 정리
- 나쁜 녀석들 (MBC)
- 화소도 (MBC)
- 덴젤 워싱턴의 킬링 머신 (MBC)
- 정복자 펠레 (MBC) - 목사(니스 뱅크 미켈센)
- 아름다운 비행 (MBC)
- 트루먼 쇼 (MBC)
- 스타키드 (MBC)
- 세인트 (MBC)
- 아이언 마스크 (MBC)
- 브룩 쉴즈의 사하라 (MBC)
- 드라큘라 (MBC)
- 나인 야드 (MBC)
- 브레이크 다운 (MBC)
- 제로니모 (MBC)
- 당신에게 일어날 수 있는 일 (MBC)
- 피고인 (MBC)
- 러시아워 (MBC)
- 탑건 (MBC)
- 007언리미티드 (MBC)
- 프라이멀 피어 (MBC)
- 51번째 주 (MBC)
- 버티컬 리미트 (MBC) - 헬기 조종사(테뮤라 모리슨)
- 엘프 (MBC) - 핀치(피터 딘클리지) / 회장(마이클 러너) / 가짜 산타(아티 렌지)
- 패트리어트 (MBC)
- 피아니스트 (MBC) - 말렉(다니엘 카타지론느)
- 윈스턴 처칠의 젊은 시절 (MBC)
- 옹박 (MBC) - 훔래 (페치타이 웡캄라오)
- 본 아이덴티티 (MBC) - 교수
- 콘헤드 대소동 (MBC) - 래리 (제이슨 알렉산더)
- 리전에어 (MBC) - 르네(마리오 콜리)
- 알리 (MBC)
- 일렉션 (MBC) - 데이브 노보트니 (마크 하레릭)
- 부라보 투 제로 (MBC)
- 피아노 (MBC)
- 제니퍼 연쇄 살인사건 (MBC) - 존 테일러 (그레이엄 베켈)
- 위험한 정사 (MBC)
- 타이쿠스 (MBC)
- 포트리스2 (MBC)
- 4월 이야기 (MBC) - 쇼지(시오미 산세이)
- 파워 오브 원 (MBC) - 보먼 중사(클라이브 러셀)
- 어댑테이션 (MBC)
- 볼링 포 콜럼바인 (MBC)
- 체인 리액션 (MBC)
- 피스메이커 (MBC)
- 왓처 (MBC)
- 패스트 & 퓨리스 (MBC) - 리온 (자니 스트롱)
- 인도차이나 (MBC)
- 스타워즈 에피소드1 (MBC)
- 캐릭터 (MBC)
- 블레이드2 (MBC) - 노막(루크 고스)
- 윌로우 (MBC)
- 본 콜렉터 (MBC) - 폴리(에드 오닐)
- 8밀리 (MBC)
- 디레일드 (MBC)
- 에버 애프터 (MBC)
- 씬 레드 라인 (MBC)
- 닌자 거북이2 (MBC)
- 마우스 헌트 (MBC) - 기업인(피터 안소니 로카) / 세무서 직원(에릭 포픽)
- 고질라 (MBC)
- 캐스퍼와 웬디 (MBC)
- 살인 박쥐의 습격 (MBC)
- 나 홀로 집에3 (MBC)
- 아스테릭스 2: 미션 클레오파트라 (MBC) - 병사(장 피에르 바크리)
- 블레이드 (MBC)
- 산드라 블록의 28일 동안 (MBC) - 올리버
- 예카테리나 대제 (MBC) - 울르로프(마크 맥건)
- 라이언 일병 구하기 (MBC) - 헨더슨(맥스 미티니) / 지휘관(데이비드 울) / 낙하산병(데이빗 베그)
- 잃어버린 세계 (MBC)
- 엔트랩먼트 (MBC)
- 갱스 오브 뉴욕 (MBC)
- 미션임파서블2 (MBC)
- 철도원 (MBC)
- 빅 대디 (MBC) - 마이크(조나단 로란)
- 음식남녀2 (MBC)
- 메리에겐 뭔가 특별한 것이 있다 (MBC) - 돔(크리스 엘리엇)
- 스크림2 (MBC)
- 스크림 (MBC)
- 토머스 크라운 어페어 (MBC)
- 비독 (MBC) - 프로아상
- 컵 (MBC)
- 콩고 (MBC)
- 스톰 캐쳐 (MBC)
- 스트리트 파이터 (MBC) - 켄 (바이런 맨)
- 드림킥스 (SBS)
- 리노의 하룻밤 (SBS) - 툴리 의사 (홈스 오즈본)
- 오션스 트웰브 (SBS) - 프랭크 (버니 맥) / 엔지니어(자레드 해리스)
- 휴먼 스테인 (SBS) - 넬슨(클라크 그레그)
- 블러드 워크 (SBS) - 윌러(딜런 월시) / 볼로토프(비벌리 리치)
- 더 바디 (SBS)
- 페이스 오프 (MBC) - 폴럭스 트로이 (알렉산드로 니볼라)
- 페이스 오프 (SBS)
- 피너츠 송 (SBS)
- 애널라이즈 디스 (SBS)
- 원스 어폰 어 타임 인 멕시코 (SBS) - 피데오 (마코 레오다니)
- 비상계엄 (MBC) - 보좌관
- 사운드 오브 뮤직 (SBS) - 프란츠 (길크리스트 스튜어트)
- 인디펜던스 데이 (SBS) - 군인(맷 패시코우)
- 시카고 (MBC) - 에이머스 (존 C. 라일리)
- 트루 라이즈 (MBC) - 사이먼 (빌 팩스톤)
- 사관과 신사 (MBC)
- 콘 에어 (MBC) - 덩컨 멀로이 (콤 미니)
- 종착역 (MBC) - 마젠화 (고서광)
- 애프터 썬셋 (MBC) - 스텐 (우디 해럴슨)
- 청사 (MBC) - 허생 (오흥국)
- 그들만의 리그 (MBC) - 지미 듀간 (톰 행크스)
- 하얀 풍선 (SBS)
- 소살리토 (MBC) - 밥(갈민휘)
- 라스트 런 (MBC) - 사이먼 (랄프 브라운)
- 트렁크 속의 연인들 (MBC) - 빈센트 (베네치오 델 토로)
- 한 여름 밤의 꿈 (MBC) - 스너그 (그레고리 바라)
- 록 스탁 앤 투  스모킹 배럴즈 (MBC) - 베이컨 (제이슨 스타뎀)
- 정이건의 영웅 (MBC) - 천사 (방중신)
- 캡틴 아메리카: 윈터 솔져 (MBC) - 럼로우 (프랭크 그릴로)
- 캡틴 아메리카: 시빌 워 - 럼로우(프랭크 그릴로)
- 닥터 스트레인지 - 닥터 스트레인지 (베네딕트 컴버배치)
- 닥터 스트레인지: 대혼돈의 멀티버스 - 닥터 스트레인지 (베네딕트 컴버배치)
- 토르: 라그나로크 - 닥터 스트레인지(베네딕트 컴버배치)
- 어벤져스: 인피니티 워 - 닥터 스트레인지 (베네딕트 컴버배치)
- 어벤져스: 엔드게임 - 닥터 스트레인지 (베네딕트 컴버배치)
- 스파이더맨: 노 웨이 홈 - 닥터 스트레인지 (베네딕트 컴버배치)
- 레트로액티브(MBC) - 제시(제시 보레고) / 프랭크의 친구(로저 클린턴 주니어)
- 콜 미 바이 유어 네임 (넷플릭스) - 올리버 (아미 해머)
- 라이온 킹 - 아지지 (에릭 안드레)
- 인디아나 존스: 최후의 성전 (MBC) - 가스(리처드 영)
- 007 리빙 데이라이트 (MBC) - 경비원(폴 왓슨)
- 007 네버 다이 (MBC) - 카버의 부하(마크 스폴딩)
- 브레이크 다운 (MBC) - 경찰(킴 로빌라드)
- 하늘과 땅 (MBC) - 리리의 오빠(빈당)
- 플래시드 (MBC) - 케빈(애덤 아킨)
- 중안조 (MBC) - 안제성(윤상림) / 정보센터 관리자(량금신)
- 레드 노티스 (넷플릭스) - 소토보체

### 특촬물
- 파워레인저 미라클포스 -  - 하이드(미라클 블루) (오노 켄토)
- 가면라이더 드래건 (투니버스) - 미유키 (타카노 핫세이) / 몬스터2

### 라디오 드라마
- 배한성 배칠수의 고전열전 (MBC 표준FM) - 관우
- 만화열전 - 호텔 아프리카 (MBC 라디오) - 버트, 학생1
- 만화열전 - 열혈강호 (MBC 라디오) - 백무흔 / 병사1
- 만화열전 - 레드문 (MBC 라디오) - 박진희
- 2004.05.08~2004.05.12 라디오 삼국지 (EBS) - 원상 / 부하3

### 방송
- 오천만의 일급비밀 (KBS)
- 무한지대큐 (KBS)
- 웰빙 건강테크 (KBS)
- MBC 스페셜 (MBC) 자연밥상 보약밥상 (내레이션)
- 지구촌 리포트 (MBC)
- 슈퍼코리언 (SBS)
- 지구촌 리포트 (MBC)
- 세바퀴 (MBC)
- 일요일 일요일 밤에 (MBC)
- MBC 100분 토론 (MBC)
- 알토란 (MBN)
- 이웃사이다 (KBS1)
- SBS 특선 다큐멘터리 491회 : 네트워크 특선_21세기 그린에너지 해상풍력 (SBS) - 성우
- 사이언스 맥스 (EBS)

### 게임
- 하프라이프 2(밸브 코퍼레이션) - 바니 칼훈
- 워록(드림익스큐션) - 게임 내 효과 보이스
- 페르시아의 왕자 (유비소프트) - 왕자
- 007 제임스 본드: 퀀텀 오브 솔러스 (액티비전) - 태너, 반란군
- 스타크래프트 - 짐 레이너
- 스타크래프트 II - 짐 레이너, 바이킹
- 헤일로2 - 해병
- Age of Empires III - 카넨케
- 천지의 문 - 카이로쿠, 레이가이
- 아머드 코어 넥서스 - 슬랫지 해머, 크롬 오퍼레이터
- 슬라이쿠퍼 - 전설의 비법서를 찾아서 - 랄리
- 리그 오브 레전드 - 제드
- 회색도시 - 서재호, 이경환
- 도타2 - 가면무사
- 마비노기 영웅전 - 카이
- Gunz2 - 스트라이더 웨인
- 블레이드앤소울 - 정하도
- 사이퍼즈 - 루드비히 와일드(환멸의 루드빅)
- 파이널 판타지 XIV (스퀘어 에닉스) - 라우반, 리트아틴 사스 아르비나
- 삼국블레이드 - 유비
- 샤이닝니키 - 머큐리
- 쿠키런: 킹덤 - 실론나이트 쿠키
- 길티기어 스트라이브 - 솔 배드가이
- 림버스 컴퍼니 - 그레고르
- 원신 - 데인슬레이프

### 다큐
- <2차세계대전 최후의 기록> (NGC)
- <가장 완벽한 매머드를 찾아서> (NGC)
- <곰치의 제국> (NGC)
- <나미브 사막의 코끼리> (NGC)
- <나치의 쌍둥이 생체 실험> (NGC)
- <넘버스 게임> (NGC)
- <들개의 사냥 기술> (NGC)
- <들개의 사냥 연습> (NGC)
- <멸종 위기의 수마트라 호랑이> (NGC)
- <브레이크 스루> (NGC)
- <브레인 게임> (NGC)
- <빈 라덴 최후의 날> (NGC)
- <예수에 관한 7가지 논란> (NGC)
- <와일드 스칸디나비아 생명의 탄생> (NGC)
- <익스트림 애니멀> (NGC)
- <인류 멸망을 초래하는 10가지 원인> (NGC)
- <지저스 미스터리> (NGC)
- <최후의 지상낙원 부탄> (NGC)
- <크로커다일 워> (NGC)
- <희귀동물들의 천국 페루 마누강> (NGC)
- <히틀러 최정예 전차부대 다스 라이히> (NGC)
- <히틀러의 최후> (NGC)
- 2004.10.21~2014.12.14 MBC HD 특선 다큐멘터리 <글로벌 마켓> 7부
- 2007.06.04 EBS 다큐 10+ <사진의 세계 - 제1부 다큐 사진의 세계>
- 2007.11.04 EBS 다큐 10+ <쓰레기의 재발견>
- 2008.01.08 EBS 다큐 10+ <요가 주식회사>
- 2008.01.16 EBS 다큐 10+ <로마제국의 탄생과 최후 - 제3편 그라쿠스의 민중혁명> (옥타비아누스)
- 2008.01.17 EBS 다큐 10+ <로마제국의 탄생과 최후 - 제4편 유대인 반란> (요한)
- 2008.03.11 EBS 다큐 10+ <미국은 어디로 가고 있는가 - 제2편 법정에 선 다윗, 진화론 對 지적설계론>
- 2008.03.13 EBS 다큐 10+ <미국은 어디로 가고 있는가 - 제4편 빚더미 위의 초강대국, 미국>
- 2008.04.21~2008.04.25 EBS 다큐 10+ <놀라운 과학의 비밀>
- 2008.06.02 EBS 다큐 10+ <힐러리와 빌, 정상을 향한 도전 제1부>
- 2008.06.06 EBS 다큐 10+ <아이팟의 신화, 스티브잡스처럼 생각하라>
- 2008.06.12 EBS 다큐 10+ <시간탐험 - 찰나에서 광년까지 1부>
- 2008.06.19 EBS 다큐 10+ <시간탐험 - 찰나에서 광년까지 2부>
- 2008.11.26 EBS 다큐 10+ <사라진 맹수들, 다이어 늑대>
- 2009.03.03 EBS 다큐 10+ <최강의 공격헬기, 아파치>
- 2009.06.02 EBS 다큐 10+ <첨단 병기, 이렇게 만들어졌다 - 제1부 저격용 라이플총 바렛>
- 2009.06.09 EBS 다큐 10+ <첨단 병기, 이렇게 만들어졌다 - 제2부 초경량 견인포 M777>
- 2009.06.16 EBS 다큐 10+ <첨단 병기, 이렇게 만들어졌다 - 제3부 무적의 탱크 M1 에이브람스>
- 2009.06.23 EBS 다큐 10+ <첨단 병기, 이렇게 만들어졌다 - 제4부 전투기의 지존 F-22 랩터>
- 2009.06.30 EBS 다큐 10+ <첨단 병기, 이렇게 만들어졌다 - 제5부 수직 이착륙 항공기 CV-22>
- 2009.08.04 EBS 다큐 10+ <2차 대전 최대의 공중전 - 제1부 전투의 시작>
- 2009.08.11 EBS 다큐 10+ <2차 대전 최대의 공중전 - 제2부 독수리의 날>
- 2009.08.18 EBS 다큐 10+ <2차 대전 최대의 공중전 - 제3부 불타는 런던>
- 2009.09.08 MBC 특선다큐멘터리 <천재화가의 삶 - 화단의 이단아 카라바조> - 로사 役
- 2009.10.13 EBS 다큐 10+ <미래의 공중전 - 제1부 차세대 전투기의 등장>
- 2009.10.20 EBS 다큐 10+ <미래의 공중전 - 제2부 우주전쟁의 시작>
- 2009.11.17 EBS 다큐 10+ <남성호르몬 테스토스테론의 비밀>
- 2010.01.19 EBS 다큐 10+ <죽음의 바다, 베링해의 어부들 제1부>
- 2010.05.11 EBS 다큐 10+ <자연의 경고, 화산 폭발>
- 2010.06.01 EBS 다큐 10+ <기후전쟁 - 제3부 미래를 위한 싸움>
- 2010.06.30 EBS 다큐 10+ <사라진 맹수들 - 제2부 쇼트 페이스드 안경곰>
- 2010.07.07 EBS 다큐 10+ <사라진 맹수들 - 제3부 다이어 늑대>
- 2010.09.08 EBS 다큐 10+ <식량전쟁 - 2050년 최악의 시나리오>
- 2011.01.25 EBS 다큐 10+ <인류의 탄생> 제1편 최초의 인간
- 2011.02.01 EBS 다큐 10+ <인류의 탄생> 제2편 호모에렉투스
- 2011.02.08 EBS 다큐 10+ <인류의 탄생> 제3편 호모사피엔스와 네안데르탈인
- 2011.06.07 EBS 다큐 10+ <인체, 그 한계의 끝 - 제1편 시각>
- 2011.06.14 EBS 다큐 10+ <인체, 그 한계의 끝 - 제2편 힘>
- 2011.06.15 EBS 다큐 10+ <죽음의 바다, 베링해의 어부들 1부>
- 2011.06.21 EBS 다큐 10+ 인체, 그 한계의 끝 - 제3편 지능>
- 2011.06.22 EBS 다큐 10+ <죽음의 바다, 베링해의 어부들 2부>
- 2011.06.28 EBS 다큐 10+ <인체, 그 한계의 끝 - 제4편 감각>
- 2011.07.19 EBS 다큐 10+ <화성의 생명체를 찾아서>
- 2011.08.01 EBS 다큐 10+ <새로운 재앙 - 산사태>
- 2011.09.01 EBS 다큐 10+ <지구> - 제1편 화산
- 2011.09.08 EBS 다큐 10+ <지구> - 제2편 대기
- 2011.09.15 EBS 다큐 10+ <지구> - 제3편 얼음
- 2011.09.22 EBS 다큐 10+ <지구> - 제4편 바다
- 2011.09.28 EBS 다큐 10+ <지구> - 제5편 우주에서 온 힘
- 2011.10.07 EBS 다큐 10+ <세계 최고의 수중촬영감독, 알 기딩스>
- 2011.11.03 EBS 다큐 10+ <엘리베이터, 과연 안전한가?>
- 2011.12.16 EBS 다큐 10+ <돈과 인간 - 인간의 마음을 읽는 행동 경제학>
- 2011.12.21 EBS 다큐 10+ <소련은 어떻게 무너졌는가?>
- 2012.02.02 EBS 다큐 10+ <인류의 탄생-제1부 최초의 인간>
- 2012.02.03 EBS 다큐 10+ <역사를 바꾼 과학자들 - 제1부>
- 2012.02.09 EBS 다큐 10+ <인류의 탄생 - 제2부 호모에렉투스>
- 2012.02.10 EBS 다큐 10+ <역사를 바꾼 과학자들 - 제3부 인간의 기원을 추적하다>
- 2012.02.16 EBS 다큐 10+ <인류의 탄생 - 제3부 호모사피엔스와 네안데르탈인>
- 2012.02.17 EBS 다큐 10+ <역사를 바꾼 과학자들 - 제4부 에너지의 본질을 파헤치다>
- 2012.02.23 EBS 다큐 10+ <역사를 바꾼 과학자들 - 제5부 생명의 비밀을 탐구하다>
- 2012.02.24 EBS 다큐 10+ <역사를 바꾼 과학자들 - 제6부 인간의 본질을 탐색하다>
- 2012.03.16 EBS 다큐 10+ <후쿠시마 제1원전, 9일간의 기록>
- 2012.03.21 EBS 다큐 10+ <우주 탐사의 첨병, 허블우주망원경>
- 2012.04.12 EBS 다큐 10+ <현장보고-2010년 아이슬란드 화산 폭발>
- 2012.04.18 EBS 다큐 10+ <제2의 지구를 찾아서>
- 2012.04.26 EBS 다큐 10+ <북극항로를 개척하다, 쇄빙컨테이너선>
- 2012.05.10 EBS 다큐 10+ <자동차 혁명 - 제1부 전기자동차>
- 2012.05.18 EBS 다큐 10+ <공룡의 비밀>
- 2012.06.27 EBS 다큐 10+ <스핑크스의 수수께끼>
- 2012.07.17 EBS 다큐 10+ <넬슨 만델라 - 제1부 아파르트헤이트의 땅에서>
- 2012.07.18 EBS 다큐 10+ <넬슨 만델라 - 제2부 평화와 화해를 찾아서>
- 2012.08.02 EBS 다큐 10+ <남극 빙하와 지구의 미래>
- 2012.09.05 EBS 다큐 10+ <911 그 날의 생존자들>
- 2012.09.06 EBS 다큐 10+ <세계무역센터를 다시 짓다>
- 2012.09.11 EBS 다큐 10+ <911 테러 그 후, 생사의 갈림길에서>
- 2012.09.18 EBS 다큐 10+ <소행성 충돌, 그 후 24시간>
- 2012.09.19 EBS 다큐 10+ <최첨단, 최정예 미 해병원정부대 제1부>
- 2012.09.26 EBS 다큐 10+ <최첨단, 최정예 미 해병원정부대 제2부>
- 2012.10.02 EBS 다큐 10+ <나미브 사막의 미스터리, 페어리 서클>
- 2012.10.09 EBS 다큐 10+ <아동성범죄와의 전쟁>
- 2012.10.16 EBS 다큐 10+ <야생의 도시, 케냐 나이로비>
- 2012.11.05 EBS 다큐 10+ <2012 미국의 선택 - 제 1부 버락 오바마>
- 2012.11.06 EBS 다큐 10+ <2012 미국의 선택- 제 2부 밋 롬니>
- 2012.11.22 EBS 다큐 10+ <대학 주식회사 - 미국 영리 대학의 빛과 그림자>
- 2012.12.11 EBS 다큐 10+ <지구 - 제1부 화산>
- 2012.12.18 EBS 다큐 10+ <지구 - 제2부 대기>
- 2012.12.20 EBS 다큐 10+ <소련은 어떻게 무너졌나?>
- 2012.12.25 EBS 다큐 10+ <지구 - 제3부 얼음>
- 2012.12.27 EBS 다큐 10+ <불가능을 짓다 - 21세기 피사의 사탑>
- 2013.01.01 EBS 다큐 10+ <지구 - 제4편 바다>
- 2013.01.08 EBS 다큐 10+ <지구 - 제5편 우주에서 온 힘>
- 2013.01.15 EBS 다큐 10+ <놀라운 중장비의 세계 - 제1편 헤비급 파괴자>
- 2013.02.27 EBS 다큐 10+ <하늘을 나는 소방관 - 시베리아의 항공 산림 소방대>
- 2013.03.06 EBS 다큐 10+ <대재앙 - 초대형 쓰나미의 위협>
- 2013.03.11 EBS 다큐 10+ <대재앙 - 생사를 가른 70분>
- 2013.03.12 EBS 다큐 10+ <대재앙 - 후쿠시마의 악몽>
- 2013.03.19 EBS 다큐 10+ <사라진 포식자들 - 공포새>
- 2013.03.20 EBS 다큐 10+ <특명! 댐 해체 작업>
- 2013.03.26 EBS 다큐 10+ <사라진 포식자들 - 하이에노돈>
- 2013.04.02 EBS 다큐 10+ <사라진 포식자들 - 엔텔로돈트>
- 2013.04.09 EBS 다큐 10+ <사라진 포식자들 - 메갈로돈>
- 2013.04.16 EBS 다큐 10+ <친환경 기술 - 제1편 태양열발전>
- 2013.04.17 EBS 다큐 10+ <친환경 기술 - 제2편 지열발전>
- 2013.04.23 EBS 다큐 10+ <친환경 기술 - 제3편 해양 에너지>
- 2013.04.24 EBS 다큐 10+ <친환경 기술 - 제4편 바레인 세계무역센터>
- 2013.04.29 EBS 다큐 10+ <빙하붕괴의 현장을 가다>
- 2013.05.22 EBS 다큐 10+ <치명적인 재앙-토네이도>
- 2013.05.29 EBS 다큐 10+ <치명적인 재앙-화산 폭발>
- 2013.06.26 EBS 다큐 10+ <엘리베이터, 과연 안전한가?>
- 2013.07.03 EBS 다큐 10+ <스핑크스의 수수께끼>
- 2013.09.04 EBS 세계의 눈 <세계 최강의 방탄차>
- 2013.09.11 EBS 세계의 눈 <911 테러 그 후, 생사의 갈림길에서>
- 2013.10.09 EBS 세계의 눈 <스톤헨지 발굴 프로젝트>
- 2013.11.13 EBS 세계의 눈 <존.F케네디 암살사건>
- 2013.11.27 EBS 세계의 눈 <치명적인 재앙 - 지진>
- 2014.02.19 EBS 세계의 눈 <스티브 잡스>
- 2014.03.15 EBS 세계의 눈 <치명적인 재앙 - 화산폭발>
- 2014.03.16 EBS 세계의 눈 <치명적인 재앙 - 토네이도>
- 2014.07.12 EBS 세계의 눈 <죽어서도 말한다 - 잉카 어린이 미라>
- 2014.07.19 EBS 세계의 눈 <목성의 위성, 유로파>
- 2014.08.23 EBS 세계의 눈 <환경오염 제로에 도전하라>
- 2014.09.20 EBS 세계의 눈 <고대 이집트의 비밀 - 제1부 통일제국의 탄생>
- 2014.09.27 EBS 세계의 눈 <고대 이집트의 비밀 - 제2부 번영으로 가는 길>
- 2014.10.04 EBS 세계의 눈 <고대 이집트의 비밀 - 제3부 파라오 부자의 종교개혁>
- 2014.10.11 EBS 세계의 눈 <고대 이집트의 비밀 - 제4부 죽음 그리고 영원한 삶>
- 2014.12.07 EBS 일요필러 2 <산업혁명>
- 2014.12.14 EBS 일요필러 2 <노화와의 전쟁>
- 2015.02.21 EBS 세계의 눈 <생체 인식 기술, 어디까지 왔나?>
- 2015.02.28 EBS 세계의 눈 <21세기형 첩보원 1부>
- 2015.03.01 EBS 세계의 눈 <21세기형 첩보원 2부>
- 2015.03.08 EBS 세계의 눈 <대재앙 - 생사를 가른 70분>
- 2015.03.13 EBS <동일본 대지진과 빅데이터>
- 2015.04.11 EBS 세계의 눈 <공포의 회오리바람, 토네이도>
- 2015.05.24 EBS 세계의 눈 <위기의 지구 - 제1부 지구 온난화>
- 2015.05.31 EBS 세계의 눈 <위기의 지구 - 제2부 초대형 지진>
- 2015.06.07 EBS 세계의 눈 <위기의 지구 - 제3부 화산 폭발>
- 2015.06.14 EBS 세계의 눈 <위기의 지구 - 제4부 슈퍼 태풍>
- 2015.07.11 EBS 세계의 눈 <재앙의 재구성 - 911테러>
- 2015.07.18 EBS 세계의 눈 <재앙의 재구성 - 진주만 공격>
- 2015.07.24 EBS 금요필러 <다시 보는 미국 - 푸드 머신>
- 2015.07.31 EBS 금요필러 <다시 보는 미국 - 메이드 in USA>
- 2015.08.07 EBS 금요필러 <다시 보는 미국 - 에너지 시스템 (1)>
- 2015.08.21 EBS 금요필러 <다시 보는 미국 - 교통 시스템>
- 2015.08.22 EBS 세계의 눈 <슈퍼태풍, 도시를 삼키다>
- 2015.09.06 SBS 일요특선 다큐멘터리 <면역력의 열쇠, 다당체의 비밀>
- 2015.09.12 EBS 세계의 눈 <911을 넘어서 세계무역센터>
- 2015.10.10 EBS 금요필러 <다시 보는 미국 - 에너지 시스템>
- 2015.11.22 EBS 세계의 눈 <드론의 시대>
- 2015.12.27 EBS 세계의 눈 <살아있는 진화>
- 2016.01.09 EBS 세계의 눈 <미국의 총기규제 논쟁>
- 2016.01.31 EBS 세계의 눈 <총기난사 사건의 실체>
- 2016.02.20 EBS 세계의 눈 <재앙의 재구성 - 패딩턴 열차사고>
- 2016.02.21 EBS 세계의 눈 <재앙의 재구성 - 위버링겐 공중 충돌>
- 2016.02.27 EBS 세계의 눈 <재앙의 재구성 - 케이블카 충돌사고>
- 2016.02.28 EBS 세계의 눈 <재앙의 재구성 - 보팔 가스 폭발사고>
- 2016.04.23 EBS 세계의 눈 <위기의 지구 - 초대형 지진>
- 2016.04.24 EBS 세계의 눈 <위기의 지구 - 화산 폭발>
- 2016.04.30 EBS 세계의 눈 <의학 혁명 알레르기>
- 2017.03.05 EBS 세계의 눈 <죽음의 덫 콜로세움>
- 2017.04.16 EBS 세계의 눈 <타이타닉 복원 프로젝트>
- 2017.05.21 EBS 세계의 눈 <인간의 세포 - 세포가 만드는 우리 몸>
- 2017.05.28 EBS 세계의 눈 <인간의 세포 - 성장과 노화의 메커니즘>
- 2017.10.29 EBS 세계의 눈 <우리의 일이다 - 베트남 전쟁 (1967년 7월 ~ 12월)>
- 2017.11.05 EBS 세계의 눈 <베트남 전쟁-모든 게 무너진다 (1968. 01~06)>
- 2017.11.12 EBS 세계의 눈 <베트남 전쟁-유령을 쫓다 (1968. 06~1969. 05)>
- 2017.11.19 EBS 세계의 눈 <베트남 전쟁-불바다 (1969. 04.~1970. 05.)>
- 2017.11.26 EBS 세계의 눈 <베트남 전쟁-동족상잔 (1970. 05.~1973. 03.)>
- 2017.11.27~2019.01.01 EBS 과학다큐멘터리 <미래 시나리오 인류의 진보와 미래> 6부작
- 2018.03.01 EBS 세계의 눈 <초대형 재난 - 지진>
- 2018.03.08 EBS 세계의 눈 <초대형 재난 - 태풍>
- 2018.04.18 EBS 세계의 눈 <거북에 대해 우리가 몰랐던 몇 가지>
- 2018.05.02 EBS 세계의 눈 <인공지능의 두 얼굴>
- 2018.08.19 EBS 다큐 로그인 <판타나우의 악어 사냥꾼-재규어>
- 2018.09.13 EBS 세계의 눈 <상어들의 천국 - 소코로 제도>
- 2018.09.15 EBS 세계의 눈 <됭케르크 철수작전의 숨은 진실>
- 2018.09.24 EBS 추석 특선 다큐멘터리 <경계 없는 밤하늘>
- 2018.09.28 EBS 세계의 눈 <렝구루, 잃어버린 세계>
- 2018.10.13 EBS 세계의 눈 <죽음의 덫 콜로세움>
- 2018.10.20 EBS 세계의 눈 <남극해의 거대동물>
- 2018.10.25 EBS 세계의 눈 <지구, 46억년의 여정>
- 2018.11.24 EBS 세계의 눈 <건강의 새로운 적, 유령혈관>
- 2018.12.08 EBS 세계의 눈 <반 고흐의 미스터리>
- 2019.01.05 EBS 세계의 눈 <신비의 오르다 동굴>
- 2019.01.26 EBS 세계의 눈 <울버린, 황야의 유령>
- 2019.03.05 EBS 과학다큐멘터리 <아칸호의 초록빛 진주 마리모>

### 오디오 드라마
- 신데렐라는 죽었다 (夜海)
- The Jara Vol.010 (夜海)
- 카시오페아 공주 - 레몬 (Audien)
- 카시오페아 공주 - 카시오페아 공주 (Audien)

## 같이 보기
- 문화방송
- 문화방송 성우극회